# Памятник Тарасу Шевченко (Евпатория)
Памятник Тарасу Шевченко — памятник воздвигнутый в честь украинского поэта, писателя и художника Тараса Шевченко в городе Евпатория (Крым), торжественно открытый в 2003 году на углу одноимённой улицы Шевченко во время праздничных мероприятий по случаю 2500-летия города. Скульптура писателя изготовлена из материала, тонированного под бронзу. Высота памятника — 2,4 метра.
Памятник работы евпаторийского скульптора А. Е. Шмакова был установлен в рамках работ по благоустройству одноимённой улицы. Он расположен в людом месте и служит местной достопримечательностью.
В 2016 году в ходе подготовки к курортному сезону в Евпатории были проведены мероприятия, связанные с благоустройством территории вокруг памятника. Работниками муниципального бюджетного учреждения была заменена старая плитка вокруг памятника, которая со временем деформировалась.